# 朱世玉
朱世玉（1991年4月16日—），中国足球运动员，司职中场，现效力于中超球队青岛中能。

## 俱乐部生涯
2010年，朱世玉进入中超球队青岛中能一线队名单。2010年9月12日，他在中超联赛青岛中能客场4比3击败深圳红钻的比赛第82分钟替补斯捷潘·尤克奇出场，上演职业生涯首秀。 2011赛季后，他开始得到稳定的出场机会。2012年8月4日，他射进个人的首个职业比赛进球，帮助青岛中能3比1击败辽宁宏运。